# Tragberg
Der Tragberg ist ein 534 m hoher Berg im Thüringer Wald. Er liegt direkt oberhalb des Tals der Ilm zwischen Ilmenau im Westen und Langewiesen im Osten in der Langewiesener Gemarkung. Obwohl er seine Umgebung nur um gut 70 Meter überragt, wirkt er nach Norden und Westen hin sehr dominant, was seinem steil abfallenden Profil geschuldet ist. Gemeinsam mit dem nördlich gegenüber der Ilm liegenden Ehrenberg schließt der Tragberg den Talkessel, in dem Ilmenau liegt, ab. Auf dem Tragberg befindet sich ein UKW-Sender, der die Hörfunkprogramme von MDR Aktuell, Deutschlandfunk und Radio TOP 40 ausstrahlt. Das lokale radio hsf wurde früher ebenfalls von diesem Standort ausgestrahlt. Der Sender wechselte im Herbst 2010 auf den Sendemast „Am Vogelherd“ im Ilmenauer Industriegebiet.